# Kanton Molières
Kanton Molières (francouzsky Canton de Molières) je francouzský kanton v departementu Tarn-et-Garonne v regionu Midi-Pyrénées. Tvoří ho pět obcí.

## Obce kantonu
- Auty
- Labarthe
- Molières
- Puycornet
- Vazerac